# Santa Fe del Río
Santa Fe del Río es una localidad del estado mexicano de Michoacán. Es parte del municipio de Penjamillo.

## Demografía
| Gráfica de evolución demográfica |
|                                  |

| Censo | Población |
| ----- | --------- |
| 1900  | 1498      |
| 1910  | 1040      |
| 1921  | 1423      |
| 1930  | 1441      |
| 1940  | 1521      |
| 1950  | 1321      |
| 1960  | 1683      |
| 1970  | 1648      |
| 1980  | 1648      |
| 1990  | 1922      |
| 2000  | 1673      |
| 2010  | 1342      |
| 2020  | 1214      |